# 반민주주의
반민주주의 혹은 민주주의 비판(Criticism of democracy)는 민주주의에 반대하는 이념이다. 반민주주의는 반평등이념과는 관련이 없지만 같이 언급되는 경우가 많다. 반민주주의를 주장한 주요 인물로는 마르틴 하이데거, 허버트 라가르델, 샤를 모라스, 프리드리히 니체, 플라톤, 카를 슈미트, 오스발트 슈펭글러, 엘라자르 샤흐 등이 있다. 또한, 전제군주제, 귀족제, 파시즘, 법정후견주의, 신권 정치 등의 다양한 정치 사상 및 이데올로기가 민주주의를 반대했다.
민주주의에 대한 비판, 즉 민주주의에 대한 논쟁과 민주주의를 가장 잘 구현하는 방법에 대한 다양한 측면이 널리 논의되어 왔다. 내부 비판자(헌법 체제가 자신의 최고 원칙에 충실할 것을 촉구하는 사람들)와 헌법 민주주의가 조장하는 가치를 거부하는 외부 비판자들이 모두 있다.
민주주의에 대한 비판은 역사적으로 민주주의, 민주주의의 기능, 발전의 핵심적인 부분이었다. 민주주의에 반대하며 '최상의 자격을 갖춘 정부'를 주장했고, 제임스 매디슨은 헌법 협약을 준비하면서 민주주의에 대한 역사적 시도와 주장을 광범위하게 연구했으며, 윈스턴 처칠은 "민주주의가 완벽하거나 모든 면에서 현명한 것처럼 가장하는 사람은 아무도 없다"고 말했다. 실제로 민주주의는 때때로 시도되어 온 다른 모든 형태를 제외하고는 최악의 정부 형태라고 알려져 있다."
민주주의 비평가들은 종종 민주주의의 불일치, 역설, 역설, 역설, 역설, 민주주의와 같은 다른 형태의 민주적 인식민주주의자로 제한함으로써 한계가 있다.그들은 민주국으로서 가장 현대적인 민주주의국으로서 특징지어졌다. 그리고 민주주의 귀족; 그들은 현대 민주주의 국가에서 파시스트 순간을 식별했고, 그들은 현대 민주주의 국가들에 의해 만들어진 사회라고 불렀다. 그리고 민주주의와 파시즘, 아나코 자본주의, 신정국가, 절대 군주제를 비교했다.

## 민주주의에 대한 논쟁

### 플라톤의 아테네 민주주의 비판
고대 그리스의 철학자인 플라톤은 아테네 민주주의와 이에 기반한 민주주의를 시민들이 공익을 추구하기보단 시민의 충동을 따르게 되는 내부 단결이 없는 무정부사회라고 비판했고, 더 큰 민주주의는 단지 많은 수의 시민들이 말하는 의견만을 따르게 되 이와 같은 민주주의를 중우정치라고 비판했다. 플라톤은 아테네 민주주의의 본질인 자유지상주의를 무정부주의이며 자유에 대한 착각이라고 공격했다. 아테네 민주주의에서 일관된 통일성의 부족을 플라톤은 이러한 정치를 정치 조직의 한 형태이기보다는 공통의 조직을 차지하는 개인의 단순한 모임밖에 되지 않는다고 말했다. 그 결과, 플라톤은 시민들이 적합하고 부족한 리더십으로써의 아테네 민주주의의 평등 개념 같은 외부 규칙이 없는 민주주의를 비판했다. 플라톤은 아테네 민주주의에서 각각 개인들에 자신의 욕망의 추구가 자기중심을 잃게 만들고 공동의 이익 대신에 갈등을 추구하게 된다고 말했다. 시민들이 자신의 욕구를 충족시킬 수 없기 때문에, 플라톤은 아테네 민주주의 내에서 시민의 대표가 시민의 욕구들을 만족시킬 수 있는 합리적인 리더십이 불가능하다고 말했다. 플라톤은 아테네 민주주의에서 개인 목소리의 중요성은 다수의 '민주주의적 요구에' 묻혀서 평가절하된다고 말했다.

### 니체의 민주주의 사상
프리드리히 니체는 기독교의 반대자에서 연결된 서구식 민주주의를 보면서, '민주주의' 운동은 기독교의 후계자이며, "사소한 주인을 충족시키면서 장기적인 자신의 이익을 계산하는" 자신의 욕망이 "더 이상 증가할 수 없는 것에 대해 상실감을 느끼는" 본질이 없는 민주주의의 사람을 비판했다. 니체는 "개인의 가장 높고 강력한 본능이 열정으로 갑자기 나타날 때, 군중의 양심의 저지를 넘어서서 평균 이상으로 그를 움직이게 한다"면서, "도덕적 관점은 이제 감정 상태, 의지, 재능이 사회에게 평등하다는 의견이 어떻게 유해한지 또는 무해한지 고려된다"라고 주장했다. "확실한 의지, 자기주도적 믿음, 고독의 의지, 심지어는 이유에 대한 큰 힘도 위험으로 느껴진다"라고 말했다. "오늘날 유럽의 도덕은 동물 무리의 도덕이다."라고 말했다.

## 역사 논쟁

### 고대
로버트 달은 "현대 민주주의의 관행은 고전 그리스의 정치 제도와 약한 유사성을 가지고 있지만... 그리스 민주주의 사상은 더 큰 영향력을 발휘해 왔다... 그리고 그들의 사상에 대해 우리가 아는 것은 비판자보다는 파편만이 살아남는 민주주의 옹호자들의 글과 연설에서 비롯된 것이다."라고 말한다.
아리스토텔레스는 "민주주의인민공화국의 팽창이 필요하다고 생각했다"고 말했다. 플라톤의 정치 철학은 민주주의에 회의적이었고, 최고의 자격을 갖춘 정부에게 옹호했다.현대 자유 민주주의는 이러한 비판들을 통합했다. 예를 들어, 제임스 매디슨은...고대 작가로서 고대 작가로서, 고대 작가들의 생각은 "마디슨의 자연에 대한 태도를 설명한다. 고대 민주주의의 영향은 "많은 정치 철학과 역사를 공부하기 전에 몇 세기 전에 쓰던 정치 철학과 역사를 공부하기 전에 몇 세기 전에 보냈다.
달에 따르면 아리스토텔레스와 플라톤은 현대 민주주의의 목표가 "좋은 시민을 배출하는 것"이며 "덕, 정의, 행복은 공동의 선을 추구하는 개발 시민의 동반자"라는 현대 민주주의의 대부분의 옹호자들의 의견에 동의할 것이다.
펠로폰네소스 전쟁의 유명한 고대 그리스 역사학자 투키디데스는 아테네 민주주의의 몰락을 목격하고 민주 정부에 대한 비판에서 과학사를 적용했다. 그의 비판의 심장은 " 진실을 찾기"과 시민들이 "현실에서 자신의 연설에 대한 의존적인 의미를 부여하기 위해 "현실"고 말했다. 투키디데스는 "대중 연설가"와 선동가들을 인식론적 지식의 실패로 비난하여 대부분의 아테네 시민들이 "과거와 상대편 제도에 대한 어리석은 말을 믿게" 만들었다.
공자는 당시 싱가포르와 같은 동아시아 사회를 크게 영향을 미치는 반면, 오늘날 싱가포르와 같은 정치적 지도자들보다 더 많은 영향을 줄 수 있다고 말한다.

### 고대 이후
서기 500년부터 1500년까지 전 세계의 철학자와 정치 지도자들은 민주주의에 비판적인 전통적인 통치 사회 시스템을 옹호하는 경우가 많았다.
이탈리아의 철학자이자 신학자인 토마스 아퀴나스는 "민주주의, 귀족, 왕권이라는 요소를 결합한 혼합 정부"를 옹호했는데, 이는 민주주의나 과두 정치보다 혼합 정부를 선호하는 아리스토텔레스의 모습을 연상시킨다." 학자들은 또한 민주주의에 반대하는 민주주의에 반대했던 것처럼, 학자들은 "조사"의 실질적인 중세 문학에 대한 상당한 중세 문학에 대한 상당한 중세 문헌을 고려하였다.
민주주의는 중세 이탈리아에서 존재했던 몇몇 도시에서 존재였다.[그] 궁극적으로 제국이나 과저 규칙에서 물에 잠겨 있었다. "대표성"이라는 개념은 민주주의자들이 발명한 것이 아니라 중세 군주제 및 귀족 정부 기관으로 발전했으며, "중요한 국가 문제를 처리하기 위해 군주 또는 때로는 귀족들이 직접 소집하는 집회"에서 시작되었다중세 유럽의 "군사 기술 및 조직 상태"는 민주주의에 대한 "매우 불리한 영향"을 미쳤다.
중세 유대인의 정치 철학은 플라톤, 무슬림 사상, 할라키즘 개념의 영향을 받았으며 "왕정주의자이며 본질적으로 반민주적이었다"고 한다
아마르티아 센은 아시아 전통 사회에 대해 "물론 아시아 전통 내에서 권위주의적인 글을 찾는 것은 어렵지 않는다. 하지만 서양 고전에서 그 글을 찾는 것도 어렵지 않다: 플라톤이나 아퀴나스의 글을 되돌아보면 규율에 대한 헌신이 특별한 아시아인의 취향이 아니라는 것을 알 수 있다."
고전주의 이후부터 이슬람은 전 세계 많은 사람들에게 사회의 중요한 기둥이었으며, 일부 비평가들은 이러한 전통을 "계몽주의의 세속적 가정"과 "역사적 연속성과 전통 사회를 지탱하는 공동체 의식을 약화시키는" "비판적 보편주의"로부터 옹호해 왔다 오늘날 많은 사회에서 신앙을 가진 사람들은 "세속주의가 삶의 도전에 대처하는 유일한 '합리적'인 방법이라는 생각에 이의를 제기한다."

### 근대 초
계몽주의의 첫 번째 철학자 중 한 명인 토마스 홉스는 1651년 '절대 주권'을 옹호하고 영국 남북전쟁에서 왕당파를 지지하기 위해 리바이어던을 출판했다.홉스는 민주주의를 비판하는 사람이었는데, "민주주의의 주권자(즉, 국민)는 실제로 함께 모일 때만 권력을 행사할 수 있다... 군주제에서만 통치할 수 있는 능력은 항상 행사된다."홉스는 또한 민주주의가 불안정성, 갈등, 영광 추구, 불신, 사회 계약 훼손으로 이어질 것이라고 생각했다. 인간 본성의 "가장 강한 열정과 가장 위험한 약점"에 대한 홉스주의적 우려를 공유한 매디슨과 같은 후기 계몽주의 사상가들은 이러한 비판 중 일부를 현대 민주주의를 개선하는 데 사용했다.

### 낭만주의 시대
민주주의에 대한 낭만주의 비평가로는 토마스 칼라일, 존 러스킨, 매튜 아놀드, 제임스 피츠제임스 스티븐, 헨리 메인, 윌리엄 레키 등이 있다. 벤자민 에반스 리핀콧은 그의 연구에서 "그들은 민주주의가 무질서로 이어진다는 플라톤과 같은 이유로 민주주의에 근본적으로 반대했다"고 썼다. 그들의 독특한 역사적 공헌은 현대 산업 사회에서 자본주의 하에서 민주주의를 비판하는 것이었다. 그들은 민주주의가 플라톤이 믿었던 개인 내의 무정부 상태가 아니라 사회에 무정부 상태를 초래한다고 믿었다.
리핀콧은 그들의 세 가지 주요 교리가 "서민의 열등감, 통치해야 할 소수의 칭호, 권위"라고 제안했다. 이러한 사상의 주요 원천은 청교도주의, 중산층의 권력 사상, 그리고 젊은 시절에 받은 고전 교육이었다. 세 가지 교리는 "플라톤 공화국에서 가장 완벽하게 표현된" 반면, 고전 역사는 "대중이 무질서로 변하는 것을 보여준" 아테네와 로마의 사례처럼 "서민의 열등감"의 예를 제공하는 것처럼 보였다. 세 가지 교리는 종교개혁과 계몽주의 시대에 존 캘빈, 에드먼드 버크, 데이비드 흄과 같은 작가들에 의해 발전되었다.

## 민주화를 향한 논쟁
이러한 주장은 대의민주주의를 개선하거나 시민의회와 같은 메커니즘에 더 많이 의존하여 선거 과정을 통해 보다 직접적이고 여과 없이 권력을 위임함으로써 더 많은 정치적 평등주의를 지지한다.

### 충분히 민주적이지 않다.
로버트 A. 달은 민주주의를 모든 시민에게 거의 완전히 대응하는 정부 시스템이라고 정의한다. 그런 다음 그는 오늘날 그러한 완전한 대응 시스템은 존재하지 않는다고 주장한다. 그러나 이것이 부분적으로 민주적인 정권이 존재하지 않는다는 것을 의미하는 것은 아니며 실제로 존재한다는 것을 의미하지 않는다. 따라서 Dahl은 민주화 스펙트럼을 선호하는 민주주의 이분법을 거부한다. 달에게 문제는 한 국가가 민주주의 국가인지 아닌지가 아니다. 문제는 한 국가가 국가 차원에서 어느 정도까지 민주화를 경험하고 있는지이다. Dahl은 이러한 민주화를 국가의 지지와 여론의 수용이라는 측면에서 측정한다. 폴리아키시, 즉 '많은 사람들의 통치'는 민주화된 정부의 유일한 형태이며, 즉 민주화가 번성할 수 있는 것은 폴리아키 내에 있다. 국가는 패권주의와 경쟁 과두정치에서 민주주의로 즉시 전환하지 않는다. 대신 민주주의를 정부 형태로 채택한 국가는 민주주의에 도움이 되지만 민주화를 보장하지는 않는 폴리아키로 전환했다고 주장할 수 있을 뿐이다. 달의 폴리아키 스펙트럼은 국가가 국가 차원에서 완전한 폴리아키가 되고 사회 및 사적 문제 중 하위 국가 차원에서 민주화되기 시작하는 시점에서 끝난다. 달은 오늘날 대부분의 국가가 완전한 폴리아키 지위에 도달하기까지는 아직 갈 길이 멀다고 믿기 때문에 폴리아키 스펙트럼의 한계에 대해 크게 우려하지 않는다. 달에게 완전한 다권제를 넘어서는 모든 것은 서유럽과 같은 선진국에게만 가능하며, 따라서 관심사일 뿐이다.
보아벤투라 데 수사 산토스에 따르면, "민주주의를 파괴하기 위해 민주주의를 사용하는 사람들이 도구적으로 옹호할 수 있을 정도로 콘텐츠가 사라지고 있다"며 민주화 강화와 파시즘으로부터의 보호를 요구하는 개인들은 좌파로 분류된다고 말했다. 드 수사 산토스는 서구 세계가 민주주의에 대한 지지를 표명하고 있지만, 전복된 정부에 대한 승인은 이중 잣대라고 말한다.

#### 투표율
일부 민주주의 국가에서 투표율이 원하는 것보다 낮은 것은 민주적 절차에 대한 신뢰 저하, 강제 투표 부족, 정치적 효능, 낭비된 투표 등 여러 가지 원인에 기인한다,새로운 정치 운동을 위한 교착 상태와 높은 진입 장벽.

#### 정치적 반대세력의 탄압
정치적 반대자를 제거하거나 억압하는 데에는 다양한 이유가 있다. 허위 깃발, 대테러법 등의 방법, 반대 의견을 억압하기 위해 타협적인 자료를 심거나 만들고 대중의 공포를 영구화하는 데 사용될 수 있다. 쿠데타에 실패한 후 11만 명 이상이 숙청되었고, 2016년 터키 숙청 기간 동안 민주 국가이거나 민주 국가로 간주되던 튀르키예에 약 4만 명이 수감되었다. 가짜 정당, 유령 정치적 라이벌, '허수아비' 반대자들이 야당을 약화시키는 데 사용될 수 있다.

### 선거는 과두 정치인에게 너무 많은 권한을 부여한다.

#### 마닌
버나드 마닌은 대의제 민주주의와 직접 민주주의가 모두 "국민의 통치"를 촉진하지만 선거는 "귀족의 통치"로 이어진다고 믿는다. 직접 민주주의에서는 거의 모든 시민이 정부를 구성하기 위해 무작위로 선택될 기회가 있지만 현대 공화국에서는 엘리트만 선출될 기회가 있다고 설명한다.
마닌은 제임스 해링턴, 몬테스키외, 장-자크 루소의 말을 인용하여 직접 정부가 아닌 대표 정부의 지배적 형태가 사실상 귀족적임을 시사한다.그는 현대 대의 정부가 귀족 선거를 통해 정치적 권력을 행사하며, 이는 결국 "인민의 통치"와 모순된다고 말한다. 몬테스키외에 관한 한 선거는 마네가 지적하는 "최고" 시민을 선호하며 부유하고 상류층인 경향이 있다고 말한다. 루소에 관한 한 선거는 현직 공무원이나 가장 강한 성격을 가진 시민을 선호하며, 이는 세습 귀족이라는 결과를 초래한다. 마네는 또한 대의 정부를 로트에 의한 고대 선택 스타일과 대조하여 귀족적 성격을 입증한다. 마네는 몬테스키외가 복권이 질투를 방지하고 (다양한 계급의 시민들 사이에서) 동등하게 사무실을 분배한다고 믿었고, 루소는 복권이 무관심하게 선택하여 시민의 선택을 오염시키지 않는다고 믿었다고 말한다(따라서 세습 귀족을 방지한다).
그러나 마닌은 아테네인들의 직접 민주주의 실험, 즉 추첨에 의한 선택에 대한 비판도 제공한다.마네킹은 아테네의 직접 민주주의가 진정으로 어느 정도까지 직접적으로 이루어졌는지에 대한 몬테스키외의 질문을 되돌아본다. 몬테스키외는 자신이 "선택할 가치가 없다"고 비난받을 것이라고 믿을 만한 이유가 있는 시민들이 일반적으로 복권에서 이름을 보류함으로써 자기 선택 편향에 취약하고 따라서 귀족에 의한 선택이 이루어진다는 사실을 발견한다. 마네킹은 무능할 수 있는 시민의 배제에 대해 경각심을 불러일으키는 것은 아무것도 없다는 몬테스키외의 믿음에 동의하기 때문인지 직접 민주주의의 잠재적 귀족 요소에 연연하지 않는다. 이러한 배제는 어떤 선택 방식으로든 피할 수 없을 수 있다.
게다가, 그는 18세기 미국 대통령과 프랑스 혁명의 미국 혁명의 정치적 혁명의 선언과 프랑스 혁명적 선언과 프랑스 혁명적 선언에 관한 관심이 쏠리고 있다. 마네는 이러한 불일치가 한 형태의 평등에 대한 혁명가들의 현대적 집착에 의해 설명된다고 제안한다. 혁명가들은 민주주의의 얼굴이 될 수 있는 동등한 권리를 추구하면서도 정부 선택(잠재적으로 귀족 민주주의도 가능)에 동의할 수 있는 동등한 권리를 얻는 것을 우선시했다. 그리고 시민들에게 더 많은 동의 기회를 제공하는 것은 선거가 아니라 선거이다. 선거에서 시민들은 (엘리트의 선거를 생산하더라도) 선거의 절차와 선거의 산물에 모두 동의한다. 복권의 경우 시민들은 복권의 절차에만 동의하지만 복권의 산물에는 동의하지 않는다(일반인의 선거를 생산하더라도). 즉, 혁명가들이 정부 역할을 할 수 있는 동등한 기회보다 통치받는 데 동의하는 것을 우선시한다면 복권보다 선거를 선택하는 것이 합리적이다.

#### 미셸스
1911년 과두 정치학의 주류 정치학 이론을 발전시킨 독일계 이탈리아 정치학자 로버트 미셸스는 민주주의에 기반한 대규모 학문적 공격을 가했다. 미셸은 과두제가 조직의 "전술적, 기술적 필수품"의 일부이자 민주주의 주제에 대해 모든 조직 내에서 "철의 법칙"으로서 불가피하다고 주장했다: "선거인에 대한 선출직의 지배권, 위임인에 대한 위임장, 위임인에 대한 위임장에 대한 위임장의 지배권을 탄생시키는 것은 조직이다. 누가 조직이라고 말하나요, 과두제라고 말하나요?" 이어서 "과두제 방지를 위해 채택된 모든 예방 조치를 역사적 진화가 조롱한다"고 말했다. 미셸은 엘리트 통치를 없애는 민주주의의 공식적인 목표는 불가능하며, 민주주의는 특정 엘리트의 통치를 정당화하는 파사드이며, 그가 과두제라고 부르는 엘리트 통치는 불가피하다고 말했다.[1] 미셸은 이전에 마르크스주의자였지만 소렐, 에두아르도 베르트, 아르투로 라브리오라, 엔리코 레오네의 신디케이즘에 매료되어 사회민주주의의 의회주의, 합법주의, 관료주의적 사회주의에 강력히 반대하게 되었고, 이와는 대조적으로 활동가, 자발주의, 반의회주의적 사회주의를 지지하게 되었다고 말했다. 이후 미셸은 1922년 무솔리니가 집권하자 파시즘의 지지자가 되어 자유민주주의를 파괴하려는 파시즘의 목표를 동정적으로 바라보았다.

#### 라가델
프랑스 혁명 신디칼리스트 휴버트 라가델은 프랑스 혁명 신디칼리즘이 "동창한 민주주의에 대한 프롤레타리아의 반응"의 결과로 탄생했으며, 이는 "대중적인 형태의 부르주아 지배"라고 주장했다. 라가델은 민주주의의 보편성을 이유로 민주주의에 반대했으며, 민주주의는 이들 간의 사회적 차이를 인정하지 않았기 때문에 프롤레타리아와 부르주아의 계급 분리의 필요성을 믿었다.

#### 데이비드 반 레이브룩
데이비드 반 레이브룩 선거에 반대하다: 민주주의를 위한 사례의 저자인 데이비드 반 레이브룩은 시민 집회와 같이 분류를 통해 권력을 배분하면 대의 민주주의의 많은 단점이 수정된다고 주장한다. "민주주의는 선출되든 그렇지 않든 귀족이라고 하기 때문에 우리 사회에서 최고의 정부가 아니다... 반면에 민주주의는 다양한 목소리를 낼 수 있도록 함으로써 정확하게 번영한다. 어떤 정치적 행동이 취해지는지 결정할 수 있는 평등한 발언권, 평등한 권리를 갖는 것이 전부이다."

#### 파레토와 모스카
20세기 이탈리아 사상가 빌프레도 파레토와 가에타노 모스카(독립적으로)는 민주주의는 환상적이며 엘리트 통치의 현실을 가리는 역할만 한다고 주장했다. 실제로 그들은 엘리트 과두제가 인간 본성의 굽힐 수 없는 법칙이며, 이는 주로 엘리트의 추진, 주도권, 단결이 아닌 대중의 무관심과 분열 때문이며 민주주의 제도가 권력 행사를 억압에서 조작으로 전환하는 것에 불과하다고 주장했다.

#### 마틴 길렌스
프린스턴 대학교 마틴 길렌스 교수가 주도한 2014년 미국 정부 결정 1,779건의 연구에 따르면 "비즈니스 이해관계를 대변하는 엘리트와 조직화된 그룹은 미국 정부 정책에 상당한 독립적인 영향을 미치는 반면, 일반 시민과 대중 기반 이익 그룹은 독립적인 영향력이 거의 또는 전혀 없다"고 결론지었다

### 부패 방지
전 세계 정부가 부패에 성공적으로 대처하지 못하면서 전 세계적으로 민주주의의 위기가 발생하고 있다. 민주주의 수준이 높은 국가는 다양한 형태의 부패 수준이 낮은 경향이 있지만, 중간 수준의 민주주의를 가진 국가는 부패 수준이 높고 민주주의가 없는 국가는 부패가 거의 없다는 것도 분명하다. 다양한 유형의 민주적 정책은 부패를 감소시키지만, 사법 및 입법 제약과 결합된 개방형 및 자유 선거와 같은 여러 종류의 민주적 제도만이 부패를 효과적으로 줄일 수 있다. 민주주의의 중요한 내부 요소 중 하나는 쉽게 부패할 수 있는 것으로 간주될 수 있는 선거 절차이다. 예를 들어, 민주주의에서 선거가 자유롭고 공정할 것이라는 것은 피할 수 없는 일이 아니다. 뇌물의 주고받기, 폭력의 위협 또는 사용, 대우, 사칭은 선거 과정이 부패할 수 있는 일반적인 방법이다, 민주주의는 외부 문제로부터 뚫리지 않으며 민주주의가 실현되도록 허용한다는 비판을 받을 수 있다. M. S. 골왈카르는 그의 저서 '생각의 다발'에서 민주주의를 "...매우 큰 범위에서 볼 때는 신화일 뿐"이라고 설명한다. '개인의 자유'라는 높은 소리의 개념은 재능 있는 소수가 나머지를 이용할 수 있는 자유를 의미했을 뿐이다." 절도 정치와 자금 세탁은 민주주의를 약화시킬 수 있는 잠재력이 있다, 전 세계적인 규모를 포함한다.

#### 로비 효과
정치 대표들은 자신의 선거구와 로비 자금이 증가하는 특수 이익 단체에 반대표를 던지는 경향이 있다. 로비의 일부 측면은 민주적 적자에 기여했다는 비판을 받기도 했다.

### 분쟁 해결
민주주의는 분쟁 해결을 개선하는 경향이 있다. 공간적으로 집중된 비용과 확산 혜택은 규제 거래 비용과 함께 NIMBY와 같은 비효율적인 갈등 해결로 이어질 수 있다.

#### 거래 비용
코즈 정리는 거래 비용이 0이 아닌 경우 일반적으로 비효율적인 분쟁 해결로 이어질 것이라고 말한다. 다론 아체모글루는 코즈 정리가 낮은 거래 비용을 달성하기 위해 정치의 "게임의 규칙"을 집행해야 하는 정치에까지 확장된다고 주장한다. 정치적 힘을 가진 집단은 비효율적인 정책과 비효율적인 제도를 선호하고 더 이상의 민주화에 반대할 수 있다. [1] 앤서니 다운스는 정치 시장이 경제 시장과 거의 동일한 방식으로 작동하며 민주주의 과정으로 인해 잠재적으로 시스템에 균형이 있을 수 있다고 주장했다. 그러나 그는 정치인과 유권자에 대한 불완전한 지식이 균형을 완전히 실현하는 것을 막았다고 주장했다.

#### 경제적 불평등
열악한 소득 불평등과 사회경제적 이동성은 사회적 불안과 혁명으로 이어질 수 있다. 민주적 프랜차이즈의 연장은 정치 엘리트들이 사회 불안을 막기 위해 경제 재분배와 정치 재분배에 찬성한다는 약속으로 볼 수 있으며, 이는 쿠즈네츠 곡선을 설명한다. 어떤 상황에서 민주주의가 경제적 불평등을 감소시키는지에 대해 논의한다.
1. ↑  Ober, Josiah (2005). “Democratic Athens as an Experimental System: History and the Project of Political Theory”. 《Princeton/Stanford Working Papers in Classics Paper No. 110512》 (영어) (Rochester, NY). doi:10.2139/ssrn.1426841. S2CID 146975709. SSRN 1426841.
2. ↑  “Parliament Bill”. 《api.parliament.uk》 (영어). 1947년 11월 11일. 2018년 4월 22일에 확인함.
3. ↑  Dahl, Robert A. (1972). 《Polyarchy: Participation and Opposition》. New Haven: Yale University Press. 1–16쪽. ISBN 978-0300015652.
4. ↑  Manin, Bernard (1997). 《The Principles of Representative Government》. Cambridge: Cambridge University Press. 2, 67–93, 132–160쪽. ISBN 978-0521458917.
5. ↑  Thom Hartmann, "Time to Remove the Bananas...and Return Our Republic to Democracy," CommonDreams.org, 6 November 2002
6. 1 2 3 4  “Democracy and Its Critics | Yale University Press”. 《yalebooks.yale.edu》. 2022년 2월 19일에 확인함.
7. ↑  Arnhart, Larry (2015년 6월 1일). “Leo Strauss and Anglo-American Democracy: A Conservative Critique, by Grant N. Havers”. 《American Political Thought》 4 (3): 513–516. doi:10.1086/682033. ISSN 2161-1580.
8. ↑  Ketcham, Ralph L. (1958). “James Madison and the Nature of Man”. 《Journal of the History of Ideas》 19 (1): 62–76. doi:10.2307/2707952. ISSN 0022-5037. JSTOR 2707952.
9. ↑  “The Life of James Madison”. 《www.montpelier.org》. 2022년 2월 21일에 확인함.
10. 1 2 3  Ober, Josiah (1993년 1월 1일). “Thucydides' Criticism of Democratic Knowledge”. 《Nomodeiktes》.
11. ↑  Fukuyama, Francis (1995). “Confucianism and Democracy”. 《Journal of Democracy》 6 (2): 20–33. doi:10.1353/jod.1995.0029. ISSN 1086-3214. S2CID 11344823.
12. ↑  Kilcullen, John; Robinson, Jonathan (2019), 〈Medieval Political Philosophy〉,   Zalta, Edward N., 《The Stanford Encyclopedia of Philosophy》 Winter 2019판, Metaphysics Research Lab, Stanford University, 2022년 2월 19일에 확인함
13. 1 2  Sen, Amartya Kumar (1999). “Democracy as a Universal Value”. 《Journal of Democracy》 10 (3): 3–17. doi:10.1353/jod.1999.0055. ISSN 1086-3214. S2CID 54556373.
14. 1 2 3  “Democracy and Its Critics | Yale University Press”. 《yalebooks.yale.edu》. 2022년 2월 19일에 확인함.
15. ↑  Melamed, Avraham (1993). “The Attitude Towards Democracy in Medieval Jewish Philosophy”. 《Jewish Political Studies Review》 5 (1/2): 33–56. ISSN 0792-335X. JSTOR 25834254.
16. 1 2  Majid, Anouar (1995). “Can the Postcolonial Critic Speak? Orientalism and the Rushdie Affair”. 《Cultural Critique》 (32): 5–42. doi:10.2307/1354529. ISSN 0882-4371. JSTOR 1354529.
17. ↑  Duncan, Stewart (2021), 〈Thomas Hobbes〉,   Zalta, Edward N., 《The Stanford Encyclopedia of Philosophy》 Fall 2021판, Metaphysics Research Lab, Stanford University, 2022년 2월 20일에 확인함
18. 1 2  Apperley, Alan (1999). “Hobbes on Democracy”. 《Politics》 (영어) 19 (3): 165–171. doi:10.1111/1467-9256.00101. ISSN 1467-9256. S2CID 143030006.
19. ↑  Coleman, Frank (2017년 6월 12일). 《Hobbes and America》 (영어). University of Toronto Press. doi:10.3138/9781442652989. ISBN 978-1-4426-5298-9.
20. ↑  Ketcham, Ralph L. (1958). “James Madison and the Nature of Man”. 《Journal of the History of Ideas》 19 (1): 62–76. doi:10.2307/2707952. ISSN 0022-5037. JSTOR 2707952.
21. ↑  Lippincott, Benjamin Evans (1938). 《Victorian Critics of Democracy》. The University of Minnesota Press. 5쪽.
22. ↑  Lippincott, Benjamin Evans (1938). Victorian Critics of Democracy. The University of Minnesota Press. p. 257.
23. ↑  Dahl, Robert A. (1972). 《Polyarchy: Participation and Opposition》. New Haven: Yale University Press. 1–16쪽. ISBN 978-0300015652.
24. ↑  Dahl, Robert A. (1970). 《After the Revolution? Authority in a Good Society》. New Haven: Yale University Press.
25. 1 2  De Sousa Santos, Boaventura (2023년 3월 21일). “Silence of the Intellectuals”. 《Journal of World-Systems Research》 29 (1): 219–226. doi:10.5195/JWSR.2023.1177. hdl:10316/113738.
26. ↑  Park, Chang Sup (2019). “The mediating role of political talk and political efficacy in the effects of news use on expressive and collective participation”. 《Communication and the Public》 4: 35–52. doi:10.1177/2057047319829580. S2CID 150474892.
27. ↑  Tullock, Gordon (1965). “Entry Barriers in Politics”. 《The American Economic Review》 55 (1/2): 458–466. JSTOR 1816288.
28. ↑  《Chronicles》 (영어). Rockford Institute. 2003. 2017년 1월 22일에 확인함.
29. ↑  “Turkey's crackdown on dissent has gone too far”. 《Financial Times》. 2016년 10월 4일. 2017년 1월 22일에 확인함.
30. ↑  Norton, Ben (2016년 11월 2일). “Turkey's ruthless, slow-motion coup: 110,000 purged as Western ally cracks down on dissent, journalism”. 《Salon》. 2017년 1월 22일에 확인함.
31. ↑  Wilson, Andrew (2005). 《Virtual politics : faking democracy in the post-Soviet world》 1판. New Haven [u.a.]: Yale Univ. Pr. ISBN 9780300095456.
32. 1 2 3  Manin, Bernard (1997). 《The Principles of Representative Government》. Cambridge: Cambridge University Press. 2, 67–93, 132–160쪽. ISBN 978-0521458917.
33. 1 2  James L. Hyland. Democratic theory: the philosophical foundations. Manchester, England, UK; New York, New York, USA: Manchester University Press ND, 1995. Pp. 247.
34. 1 2  Blamires, Cyprian (2006). 《World Fascism: a Historical Encyclopedia》 1. Santa Barbara, California: ABC-CLIO, Inc. 418–419쪽. ISBN 9781576079409.
35. ↑  Reybrouck 2016, 133쪽.
36. ↑  Femia 2001.
37. ↑  "Testing theories of American politics: Elites, interest groups, and average citizens," M. Gilens and B. I. Page (2014), Perspectives on politics 12, 564–581,
38. ↑  “How Corruption Weakens Democracy”. 《Transparency International》. 2020년 1월 1일에 확인함.
39. ↑  McMann, Kelly M.; Seim, Brigitte; Teorell, Jan; Lindberg, Staffan (July 2019). “Why Low Levels of Democracy Promote Corruption and High Levels Diminish It”. 《Sage》 73 (4): 1. doi:10.1177/1065912919862054. S2CID 203150460.
40. ↑  Ward, Norman (February 1949). “Electoral Corruption and Controverted Elections”. 《The Canadian Journal of Economics and Political Science》 15 (1): 74–86. doi:10.2307/137956. JSTOR 137956.
41. ↑  Demetriades, Panicos; Vassileva, Radosveta (2020년 8월 17일). “Money Laundering and Central Bank Governance in The European Union”. 《Journal of International Economic Law》 23 (2): 509–533. doi:10.1093/jiel/jgaa011. ISSN 1369-3034.
42. ↑  Walker, Christopher; Aten, Melissa (2018). “The Rise of Kleptocracy: A Challenge For Democracy”. 《Journal of Democracy》 29 (1): 20–24. doi:10.1353/jod.2018.0001. ISSN 1086-3214.
43. ↑  Balles, Patrick; Matter, Ulrich; Stutzer, Alois (2024년 5월 31일). “Special Interest Groups Versus Voters and the Political Economics of Attention”. 《The Economic Journal》 134 (662): 2290–2320. doi:10.1093/ej/ueae020. hdl:10419/193239. ISSN 0013-0133.
44. ↑  Karr, Karolina (2007). 《Democracy and lobbying in the European Union.》. Campus Verlag. 10쪽. ISBN 9783593384122.
45. ↑  Dixon, William J. (1993). “Democracy and the Management of International Conflict”. 《Journal of Conflict Resolution》 37: 42–68. doi:10.1177/0022002793037001002.
46. ↑  Foster, David; Warren, Joseph (2022). “The NIMBY problem”. 《Journal of Theoretical Politics》 34: 145–172. doi:10.1177/09516298211044852.
47. 1 2  Downs, Anthony (April 1957). “An Economic Theory of Political Action in a Democracy”. 《Journal of Political Economy》 65 (2): 135–150. doi:10.1086/257897. JSTOR 1827369. S2CID 154363730.
48. ↑  Parvin, Manoucher (1973). “Economic Determinants of Political Unrest: An Econometric Approach”. 《Journal of Conflict Resolution》 (영어) 17 (2): 271–296. doi:10.1177/002200277301700205. ISSN 0022-0027.
49. ↑  Acemoglu, D.; Robinson, J. A. (2000). “Why Did the West Extend the Franchise? Democracy, Inequality, and Growth in Historical Perspective”. 《The Quarterly Journal of Economics》 (영어) 115 (4): 1167–1199. doi:10.1162/003355300555042. ISSN 0033-5533.
50. ↑  Timmons, Jeffrey F. (2010). “Does Democracy Reduce Economic Inequality?”. 《British Journal of Political Science》 (영어) 40 (4): 741–757. doi:10.1017/S0007123410000165. ISSN 0007-1234.

## 민주주의의 논쟁적 측면

### 다수결주의
정치적 평등주의를 수용하는 합의 민주주의나 다수제 민주주의 국가와 달리 민주주의 이론가들은 과반수가 폭압적이 될 수 있는 조건에 대해 우려했다. 예를 들어 플라톤과 제임스 매디슨은 과반수의 폭정에 대해 우려했다. 윌라메트 대학교의 리처드 엘리스 교수와 로즈 칼리지의 마이클 넬슨 교수는 매디슨에서 링컨에 이르기까지 많은 헌법 사상이 "다수결 폭정의 문제"에 초점을 맞추고 있다고 주장한다. 그들은 "헌법에 내재된 공화정의 원칙은 생명, 자유, 행복 추구에 대한 양도할 수 없는 권리가 다수에 의해 짓밟히지 않도록 보장하려는 입안자들의 노력을 상징한다"고 결론지었다. 토마스 제퍼슨은 "선택적 독재는 우리가 싸웠던 정부가 아니다"라고 경고했다. 헌법 은 단순 과반수가 달성할 수 있는 것의 권한을 제한하는 것이다.자유민주주의는 개인의 권리, 자유, 피지배자의 동의, 정치적 평등, 사유 재산에 대한 권리 및 법 앞의 평등을 통해 과반수의 폭정으로부터 보호한다.
피엘벡(1998)은 모든 국민에게 최선의 이익이 되지 않을 수 있는 다수결 원칙이 반드시 민주적 절차의 실패 때문이 아니라 "민주주의는 국경 내에서 경제적으로 소외된 집단의 음소거된 목소리를 무시하려는 대규모 중산층의 욕구에 반응하기 때문"이라고 생각한다.

### 안정성
다수제 민주주의는 정치적 안정성을 충분히 제공하지 못한다는 비판을 받아왔으며, 정부가 안팎에서 자주 선출됨에 따라 국내 및 국제적으로 민주주의 국가의 정책에 자주 변화가 발생하는 경향이 있다. 와파와로바는 2008년 민주주의에 대한 경직된 접근 방식이 개발도상국이 장기적으로 안정과 민주주의를 달성할 수 있는 능력을 약화시킬 수 있다고 주장했다.
학자 장웨이웨이는 서구 자유민주주의에 대한 비판에서 자유민주주의가 충분히 능력주의적이지 않으며 신뢰할 수 있는 지도자를 선택하지 못한다고 주장한다.(p. 211)

### 승자독식 선거
유권자 중앙값 정리에 따르면 양당 체제에서 권력의 균형을 유지하는 사람은 소수에 불과하며, 많은 사람들이 자신의 결정에 불만을 가질 수 있다. 이러한 방식으로 양당 민주주의는 비효율적이라고 주장한다. 이러한 시스템은 부의 불균형이나 인종 차별을 초래할 수 있다.

Arrow의 불가능성 정리는 승자독식 선거(비례대표와 같은 다수당 투표와 달리)가 논리적으로 일관성이 없을 수 있음을 시사한다. 이는 민주적 의사 결정이 본질적으로 상충되는 특정 기준, 즉 이 세 가지 '공정성' 기준에 근거한다:
1) If every voter prefers alternative X over alternative Y, then the group prefers X over Y.
2) If every voter's preference between X and Y remains unchanged, then the group's preference between X and Y will also remain unchanged (even if voters' preferences between other pairs like X and Z, Y and Z, or Z and W change).
3) There is no "dictator": no single voter possesses the power to always determine the group's preference.

케네스 애로우는 이 정리의 의미를 비수학적 형태로 요약하면서 "어떤 투표 방법도 공정하지 않다", "모든 순위 투표 방법에 결함이 있다", "결함이 없는 유일한 투표 방법은 독재뿐"이라고 말했다.틀:Context needed 그러나 Arrow의 공식 전제는 지나치게 엄격한 것으로 간주될 수 있으며, 합리적 약화로 인해 민주주의의 논리적 비일관성은 훨씬 덜 중요해 보인다.

이 상황은 찰스 플롯이 은유적으로 묘사한 것이다:
The subject began with what seemed to be a minor problem with majority rule. "It is just a mathematical curiosity," said some...But intrigued and curious about this little hole, researchers, not deterred by the possibly irrelevant, began digging in the ground nearby...What they now appear to have been uncovering is a gigantic cavern into which fall almost all of our ideas about social actions. Almost anything we say and/or anyone has ever said about what society wants or should get is threatened with internal inconsistency. It is as though people have been talking for years about a thing that cannot, "in principle," exist, and a major effort now is needed to see what objectively remains from the conversations.— Charles Plott (1976) Axiomatic social choice theory, p. 511

### 법치주의
비상사태로부터 민주주의를 보호하기 위해 연장 검토 절차가 포함된 일몰 조항이 논의된다. 일몰 조항은 법률의 장기적인 선거 책임을 높이기 위해 논의된다.
중국 공산당의 전 과정 인민민주주의 정치 개념은 자유민주주의가 당이 보기에 인민의 이익을 진정으로 반영하지 않고 절차적 형식이나 법치주의에 지나치게 의존하고 있다고 비판한다.(pp. 60-64) 푸단 대학교의 왕중위안에 따르면, 이러한 비판은 1990년대 이후 여러 국가가 서구의 다당제 민주주의 체제와 다른 방식으로 '민주주의'를 재정의하려는 추세의 일환으로 발생한다.(p. 61) 민주주의의 가장 중요한 기준은 전 과정 인민 민주주의의 틀 아래에서 "인민의 실제 문제를 해결할 수 있느냐"는 것이지만, "투표를 위해서만 인민이 깨어나는" 시스템은 진정으로 민주적이지 않은 것으로 간주된다.(pp. 60-64) 따라서 이 개념은 자유민주주의를 비판하는 동시에 중국 체제에 대한 비판을 회피하는 방법이기도 한다.(p. 64)

### 단기적 사고
선출직 정치인에 대한 단기 인센티브는 단기적인 혜택으로 이어질 수 있다, 부채 위기, 연금 위기, 기후 위험 또는 금융 위기와 같은 장기적인 위험은 무시하는 한편. S일부 선거 시스템은 재정적 신중함과 부채 제동에 보상을 제공하는 것으로 나타났다.투표 시스템마다 정치에서 단기주의의 수준이 다르다.
중국 정책 입안자들은 민주주의 체제 하에서의 정책이 주로 임시 개입으로 제한되어 사회 발전이 시장의 힘에 취약하다고 주장한다.(p. 144) 이 견해에 따르면 민주주의 체제에서의 정책 결정은 임시적인 정책 개입으로 제한된다.(pp. 144-145) 중국 계획가들은 이러한 개입이 환경 악화, 자본 시장의 기능 장애, 인구 통계학적 변화와 같은 근본적인 문제에 대처할 수 없다고 주장한다.(p. 145)

### 재정 착시
제임스 M. 뷰캐넌과 리처드 E. 와그너는 세금 시스템의 투명하지 않은 특성으로 인해 재정 착시 현상이 발생하여 민주적으로 예상했던 것보다 더 많은 정부 지출이 발생한다고 주장한다.

### Influence of the media
틀:Off topic
틀:Original research section
슘페터는 민주주의보다 기술주의를 선호하는 이유로 여론의 취약성을 꼽고 있으며, 대중의 영향력을 우려하는 다른 사람들은 민주주의에서 돈의 역할 수행 능력을 제한해야 한다고 주장한다.비평가들은 대중 매체가 실제로 여론을 형성하므로 민주주의를 '통제'하는 데 사용될 수 있다고 주장한다.
댄 슬레이터와 루칸 아마드 웨이는 선거를 불과 11일 앞두고 FBI가 힐러리 클린턴의 개인 이메일 서버 사용에 대한 잠재적 증거를 조사할 것이라고 발표한 것에 대해 비판했다. 가짜 뉴스와 같은 잘못된 정보가 전 세계 선거의 중심이 되었다는 주장이 제기되고 있다. 2016년 12월, 미국 정보 기관은 선거의 신용을 떨어뜨리고 도널드 트럼프에게 유리하도록 민주당에 불리한 자료를 위키리크스에 전달하는 등 "미국 민주화 과정에 대한 대중의 믿음을 훼손하고, [힐러리] 클린턴 장관을 폄하하며, 그녀의 당선 가능성과 잠재적 대통령직을 해치기 위해 노력"함으로써 2016년 미국 선거에 러시아가 개입했다는 의혹을 제기했다.
소셜 봇 및 기타 형태의 온라인 선전뿐만 아니라 검색 엔진 결과 알고리즘을 사용하여 유권자의 인식과 의견을 바꿀 수 있다. 2016년 안드레스 세풀베다는 라틴 아메리카에서 선거를 조작하기 위해 여론을 조작했다고 폭로했다. 그에 따르면 60만 달러의 예산으로 선거 전략을 훔치고, 소셜 미디어를 조작하여 잘못된 열정과 조롱의 물결을 일으켰으며, 중도 우파 후보인 엔리케 페냐 니에토의 선거 승리를 돕기 위해 야당 사무실에 스파이웨어를 설치하는 해커 팀을 이끌었다고 한다. 텔레비전 토론과 조지 비숍에 따르면 부정확한 여론조사 도 선거 결과를 바꿀 수 있다.

#### 탐사 저널리즘
탐사 저널리즘은 민주주의에서 견제와 균형, 진실 찾기 역할을 수행할 수 있으며, 이는 네 번째 유산의 일부라고도 한다. 자금,현의 자유 및 저널리즘의 자율성 은 탐사 저널리즘의 효과에 영향을 미칠 수 있다.

### 감시
민주주의 국가에서의 감시는 법치주의 집행에 대한 논거로 정당화되었지만, 대량 감시 자체는 감시 국가, 경찰 국가, 또는 감시 자본주의의 형태로 민주주의에 위험을 초래할 수 있다.기존의 민주적 감시 감독은 규제 포착, 일반적으로 행정부로부터의 독립성 제한, 견제와 균형 제한에 대한 비판을 받아왔다.제안된 개선 사항에는 입법부에만 책임이 있는 독립 기관이 포함된다.

## 반민주적 사고
이러한 비판은 대체로 사람들이 종교적 또는 세속적 엘리트의 권한 부여를 선호하면서 스스로를 통치할 능력이 없는 것으로 간주한다.

### 종교
신정국가는 신을 국민이 아닌 최고 통치 기관으로 간주한다. 신정정치는 신과 국민 모두에 의한 권위를 결합한다.

#### 살라피즘 (이슬람)
살라피즘의 형태로 정통 이슬람의 관행은 민주주의 시스템과 충돌할 수 있다. 근본주의자들은 이슬람의 핵심 계율인 '타우드'("신의 하나됨")의 계율을 무엇보다도 정치 시스템으로서의 민주주의가 신이 물려주지 않는 법을 인정해서는 안 된다는 개념과 양립할 수 없다는 의미로 해석할 수 있다.

### 유권자 문해력 테스트
플라톤은 일반인이 투표하는 것을 허용하는 것은 무모하다고 생각했다. 전문가의 투표는 '무능한 사람'의 투표와 동등한 가치가 있다. 제이슨 브레넌은 정보가 적은 유권자가 미국의 주요 문제이며, 이 제도가 정보 제공을 장려하지 않기 때문에 민주주의 일반에 대한 주요 반대 의견이라고 믿는다. 브레넌은 미국인의 30% 미만이 수정헌법 제1조에 명시된 권리 중 두 가지 이상의 권리를 언급할 수 있다는 연구를 예로 들었다. 그는 정보에 입각한 유권자는 후보자의 현재 및 이전 정치적 신념/성향에 대해 광범위하게 알고 있어야 한다고 믿는다. 그는 엘리트 정치 이해력이 있는 사람에게만 투표권을 부여하는 서증주의를 제안한다.
비시 정권의 지지자이자 생물학적 불평등과 자연적 위계질서를 신봉하는 행동 프랑세즈 운동의 극우 FRS 회원인 찰스 마우라스는 개인이 가족, 사회, 국가와 같은 사회적 집단에 자연스럽게 종속되어 있으며, "평등의 신화" 또는 "추상적 자유"에 근거한다면 실패할 운명이라고 주장했다. 마우라스는 민주주의를 질보다 양이 더 중요하고 최선보다 최악을 선호하는 "숫자에 의한 정부"라고 비판했다. 마우라스는 장-자크 루소의 사회 계약과 인간과 시민의 권리 선언에 묘사된 자유주의 원칙이 자유에 대한 잘못된 가정과 평등에 대한 잘못된 가정에 근거한다고 비난했다. 그는 의회 시스템이 개인의 근시안적 이익만 지배하는 의회 대표자의 사익에 종속된다고 주장했다. 민주주의 능력주의를 권위주의적 능력주의로 대체하려는 시도는 권력이 능력을 무시할 수 있기 때문에 도전에 직면한다.

### 군주제
세습 군주제는 전근대에 커뮤니케이션 비용이 많이 들었던 시기에 더 효과적인 리더십 선택 과정이라고 주장되어 왔다. 대중 커뮤니케이션의 확산은 정부의 조정 문제를 해결하기 위한 민주적 형태의 효율성을 높이기 위해 주장된다.

### 인용
- Brennan, Jason (2016). 《Against Democracy: New Preface》. Princeton University Press. doi:10.2307/j.ctvc77mcz. ISBN 978-1-4008-8839-9. OCLC 942707357.
- Reybrouck, David Van (2016). 《Against Elections: The Case for Democracy》. 번역 Waters, Liz. London: The Bodley Head. 133쪽. ISBN 978-1-84792-422-3.
- Femia, Joseph V. (2001). 《Against the masses : varieties of anti-democratic thought since the French Revolution》. Oxford: Oxford University Press. ISBN 978-0-19-828063-7. OCLC 46641885.

## 같이 보기
- 권위주의
- 집단사고
- 비자유 민주주의
- 군주주의
- 다수의 횡포
- 금권 정치